# Joerg Reiter
Joerg Reiter (* 22. November 1958 in Waiblingen; † 2. Juli 2015 in Mannheim) war ein deutscher Pianist des Modern Jazz. Er verwandte auch das Pseudonym Jeff Newmann.

## Leben und Wirken
Reiter studierte von 1978 bis 1982 an der Stuttgarter Hochschule für Musik klassisches Klavier; daneben war er seit 1976 in der Jazzszene aktiv. Zwischen 1982 und 1990 war er Pianist der SWR Big Band, und von 1985 an war er Mitglied von Peter Herbolzheimers Rhythm Combination & Brass. Seit 1991 spielte er regelmäßig mit dem Flügelhornisten Ack van Rooyen im Duo. Er war weiterhin Mitglied der Straight Six von Heinz von Hermann, leitete mit Jürgen Seefelder ein Quartett und arbeitete im Duo mit dem Vibraphonisten Tom van der Geld und mit dem Gitarristen Frank Kuruc. In seinem Trio wirkten Dieter Ilg und Wolfgang Haffner mit.
Reiter war 1994 und 1995 mit Chaka Khan auf Tournee (u. a. Album vom Montreux Jazz Festival); der für Khan komponierte Song „Gossamer Wings“ wurde auch von Lionel Hampton eingespielt. Weiterhin begleitete er bei Fernsehauftritten Al Jarreau, Dianne Reeves, Caterina Valente, Billy Cobham, Gerry Brown, Anthony Jackson und Kirk Whalum. Auch trat er mit Regine Dobberschütz und mit Helen Schneider auf und arbeitete mit Konstantin Wecker, Katja Ebstein und Joy Denalane zusammen.
1993 wurde er als Professor an die neue Abteilung für Jazz- und Popularmusik der Hochschule für Musik und Darstellende Kunst Mannheim berufen. Ab 2002 unterrichtete er auch an der Filmakademie Baden-Württemberg. Zu seinen Schülern gehören Rainer Böhm, Volker Engelberth und Daniel Prandl.
Darüber hinaus komponierte und produzierte er Musik für Radio, Film und Fernsehen.

## Preise und Auszeichnungen
1985 erhielt Reiter gemeinsam mit Johannes Faber, in dessen Consortium er auch spielte, als Erster den Jazzpreis Baden-Württemberg.

## Diskographische Hinweise
- Sergio Vesely Personas (mit Werner Acker, Uli Gutscher, Joachim Vogel und einer Einspielung des Gast-Perkussionisten Manfred Kniel; Messidor 1984)
- Caprice (Jeton 1986)
- The Night Groove (mit Charlie Mariano, Dave King, Freddy Santiago; Intersound 1990)
- Keys (als Jeff Newmann; mit Dave King,  Klaus Graf, Wolfgang Haffner; Sonoton 1995)
- Ack van Rooyen – Joerg Reiter Music for Piano & Flugelhorn Volume 2 (Mood Records, 1995)
- Charlie Mariano: Spanish Impression (mit Paul Shigihara, Dieter Ilg, Jerry Granelli; Meldec 1997)
- Joerg Reiter / Frank Kuruc April Lights (Neuklang 2010)